# Chiesa della Madonna di Costantinopoli
La chiesa della Madonna di Costantinopoli è sita in Piazza San Rocco (detta localmente anche piazza vecchia) a Scanno, in provincia dell'Aquila.

## Storia

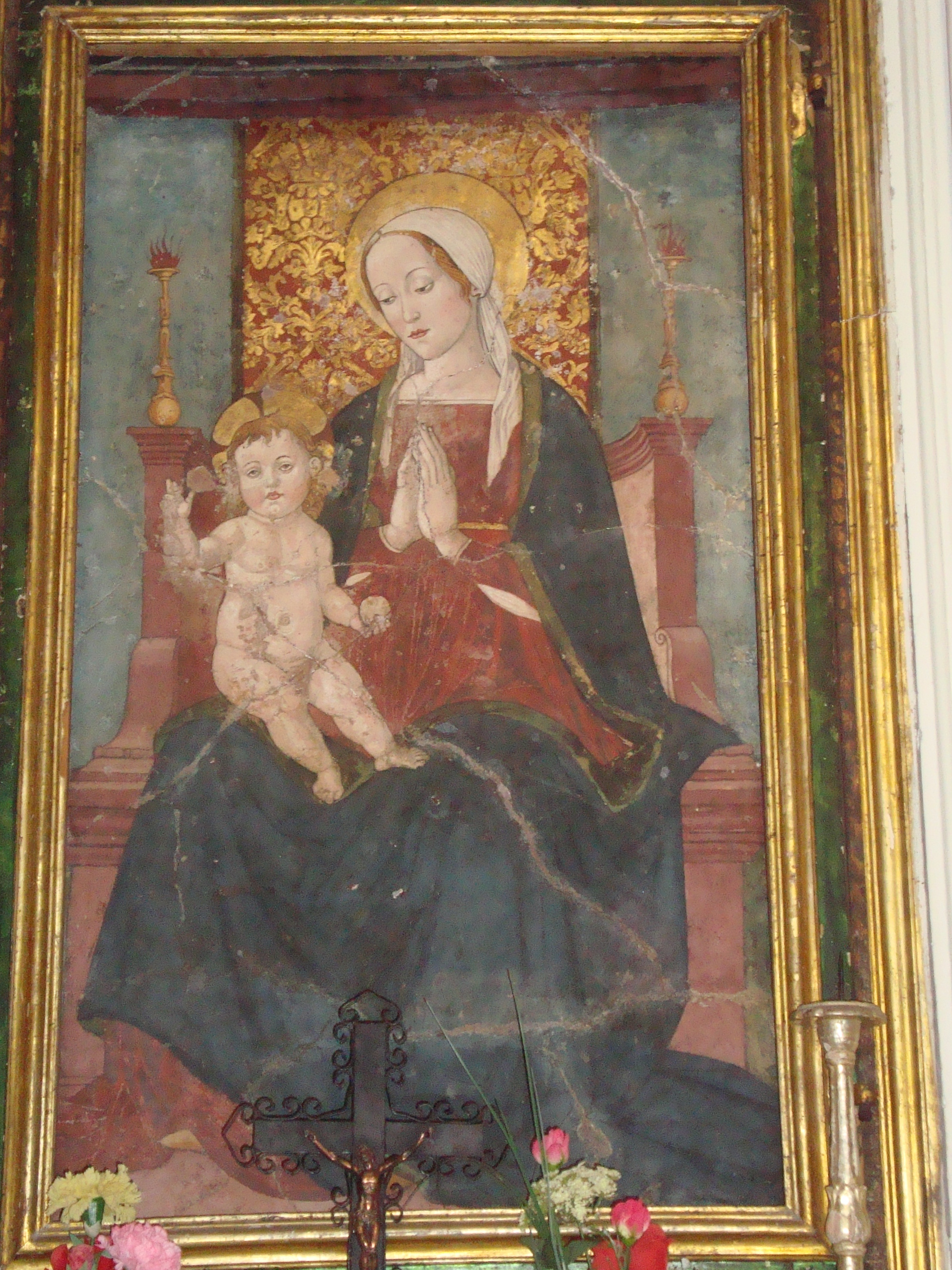
L'affresco della Madonna con Bambino sopra l'altare.
Al centro è raffigurato un trono dorato con la Madonna ed il Bambino esaltato da un fondo che imita dei fiori in oro. Il quadro richiama l'arte senese del XV secolo. Forse De Ciollis fu il committente.

La chiesa è stata costruita antecedentemente al 1418 come testimonia una scritta sull'affresco sopra l'altare.
Il vescovo di Sulmona in una visita pastorale nel 1612, ordinò che nella chiesa, che in quel periodo era di proprietà di Marino Nardotio, venissero dipinti alcuni affreschi, tra i quali quello raffigurante San Carlo. Questi affreschi attualmente sono scomparsi.
In seguito, nel 1708, subì un riadattamento dai proprietari come testimonia un'iscrizione sulla facciata, forse per un terremoto.
Fu di proprietà privata fino al 1960 quando fu donata alla chiesa di Santa Maria della Valle, fu pulita e rimaneggiata.
L'ultimo restauro risale al 1981.

## Descrizione
La chiesa è ad aula rettangolare con volta a botte.
La facciata è suddivisa in due campi mediante una cornice marcapiano. Ai due lati vi sono delle paraste.
Il portale d'accesso è incorniciato mediante conci di pietra squadrata e sormontato da un frontone spezzato.
Ai due lati vi sono due finestre anch'esse incorniciate da conci di pietra.
Nell'ordine superiore vi è una finestra con cornice con delle modanature scanalate con sovrastante stemma.
Anche se la chiesa è di modesto valore architettonico, il quadro sull'altare è una delle maggiori opere di Scanno.